# Mariko Ebralidze
Mariko Ebralidze, eller blot Mariko (født i 1984 i Tbilisi), er en georgisk sangerinde og pianist. Hun repræsenterede Georgien i Eurovision Song Contest 2014 sammen med gruppen The Shin og nummeret "Three Minutes to Earth".

## Biografi
Mariko Ebralidze dimitterede fra klaverlinjen på en musikskole. I 2000 kom hun ind på Zakaria Paliashvili-universitetet for musik, hvor hun også begyndte at synge. Mellem 2004 og 2008 studerede hun på et pædagogisk institut for musik, hvorfra hun opnåede en bachelorgrad som solist og lærer. Hun er i dag en anerkendt jazzmusiker, bl.a. i et lokalt bigband i Tbilisi.
Den 4. februar meddelte den georgiske tv-station GPB, at Ebralidze var blevet udvalgt til at repræsentere Georgien ved Eurovision Song Contest 2014 i København sammen med gruppen The Shin. De fremførte sammen nummeret "Three Minutes to Earth", der dog ikke gik videre fra den anden semifinale den 8. maj.